# Юбилейный (аэропорт)
Юбиле́йный — аэродром экспериментальной авиации в Кызылординской области Казахстана. Расположен в северной части космодрома Байконур, в 40 км северо-северо-западнее города Байконур (на площадке 251 космодрома Байконур) в пустынном урочище Ушкызыл.
Аэродром арендован Россией у Казахстана в составе комплекса «Байконур» на период до 2050 года, внесён в Государственный реестр аэродромов экспериментальной авиации РФ. Эксплуатантом аэродрома является АО «ЦЭНКИ» (до 2017 года аэродром эксплуатировал  «Государственный космический научно-производственный центр имени М. В. Хруничева)». 
Аэродром Юбилейный внеклассный, способен принимать все типы самолётов (включая Ан-225 «Мрия»). Максимальная взлётная масса воздушного судна 392 тонны. Классификационное число ВПП (PCN) 72/R/B/X/T. 
На этот аэродром специальными авиарейсами из Москвы, Красноярска  и дальнего зарубежья доставляются космические аппараты (для их подготовки и запуска с космодрома Байконур). В 1997—2011 годах аэродром принимал также пассажирские служебные рейсы, перевозившие административно-технический персонал предприятий аэрокосмической промышленности.

## История
Построен в начале 1980-х в качестве посадочного комплекса для опытно-конструкторских работ по программе многоразового космического корабля «Буран» (который и совершил здесь посадку в ноябре 1988 года после единственного космического полёта). 
Постановление Правительства СССР о создании посадочного комплекса для космического корабля «Буран» было принято в октябре 1977 года, в преддверии 60-й годовщины Великой Октябрьской Социалистической Революции, в связи с этим аэродром получил наименование «Юбилейный». Головным разработчиком посадочного комплекса было назначено НПО «Молния», а проектирование объектов комплекса осуществлял 20-й Центральный проектный институт Министерства Обороны СССР.
В 1979 году было начато строительство аэродрома силами военных строителей (130-е управление инженерных работ). ВПП аэродрома длиной 4500 м и шириной 84 м построена из монолитного высокопрочного бетона М-600 толщиной от 26 до 32 см на пескоцементном основании толщиной от 18 до 22 см. Площадь аэродромных покрытий составила 980 400 м2, общий объём земляных работ — около 2 млн м3 грунта. Первая очередь объектов аэродрома была сдана в эксплуатацию в ноябре 1981 года.
Первая посадка воздушного судна на рулёжную дорожку аэродрома была произведена в феврале 1980 года (вертолёт Ми-8 из состава авиаполка космодрома Байконур, базировавшегося в аэропорту «Крайний»), первая посадка на ВПП аэродрома — 29 января 1982 года (самолёт Ан-26 авиаполка космодрома). Первая транспортировка на Байконур элементов многоразовой космической системы «Энергия» — «Буран» самолётом ВМ-Т состоялась 8 апреля 1982 года.
С 1982 по 1990 годы совершено 59 полётов самолёта ВМ-Т по доставке на Байконур крупногабаритных элементов космических комплексов «Энергия» и «Буран». Космические корабли «Буран» перевозились самолётом ВМ-Т «Атлант» на аэродром «Юбилейный» с подмосковного аэродрома Раменское, а блоки ракеты-носителя «Энергия» — с аэродрома Безымянка в городе Куйбышев (ныне Самара).
Аэродром принадлежал Министерству обороны. С 1992 года аэродром несколько лет не эксплуатировался, был заброшен и частично разграблен. 
В 1995 году возникла необходимость реконструкции аэродрома с целью приёма тяжёлых самолётов из США, транспортирующих американские космические аппараты, прибывающие на Байконур для запуска по международным коммерческим программам. Эксплуатантом «Юбилейного» стал Космический центр имени Хруничева, производитель тяжёлых ракет-носителей «Протон». Был начат набор на работу нового (гражданского) персонала аэродрома, проведена замена радионавигационного, радиосвязного, светосигнального, метеорологического и прочего оборудования, капитальный ремонт ВПП. В 1997 году эти работы успешно завершились и экспериментальный аэродром был принят в эксплуатацию.
Аэродром «Юбилейный» является одним из памятных мест космодрома «Байконур»; во время визитов на космодром сюда многократно прибывали видные политики и руководители отечественной космонавтики. В частности, здесь бывал М. С. Горбачёв (в 1987), В. В. Путин (в 2005), Н. А. Назарбаев (в 1991 и 2005), а 2 октября 1991 на аэродроме прошла встреча руководителей 12 республик СССР (не присутствовали только лидеры Латвии, Литвы и Эстонии).
В 2017 году аэродром передан в ведение ФГУП «ЦЭНКИ». На лето 2018 года запланирована реконструкция аэродрома с тем, чтобы с осени 2018 года он вновь смог принимать самолёты с космическими аппаратами. 

## Природа
Рельеф: слабоволнистая равнина (абсолютные отметки 95—120 м). В 4 км северо-восточнее аэродрома находится гора Ушкызыл (высота 135 м абс).
Растительная зона: полынно-боялычовая (северная) пустыня. Почвы: бурые пустынно-степные. В 8 км севернее аэродрома находятся пески Дарбас.
Постоянные водотоки и водоёмы в окрестностях аэродрома отсутствуют. Весной, после снеготаяния и дождей, на такырах местами образуются небольшие временные озёра глубиной до 0,5 м.
Описание климата см. в статье Байконур (город)